# Le Petit Poisson et le Pêcheur
Le Petit Poisson et le Pêcheur est la troisième fable du livre V de Jean de La Fontaine situé dans le premier recueil des Fables de La Fontaine, édité pour la première fois en 1668.

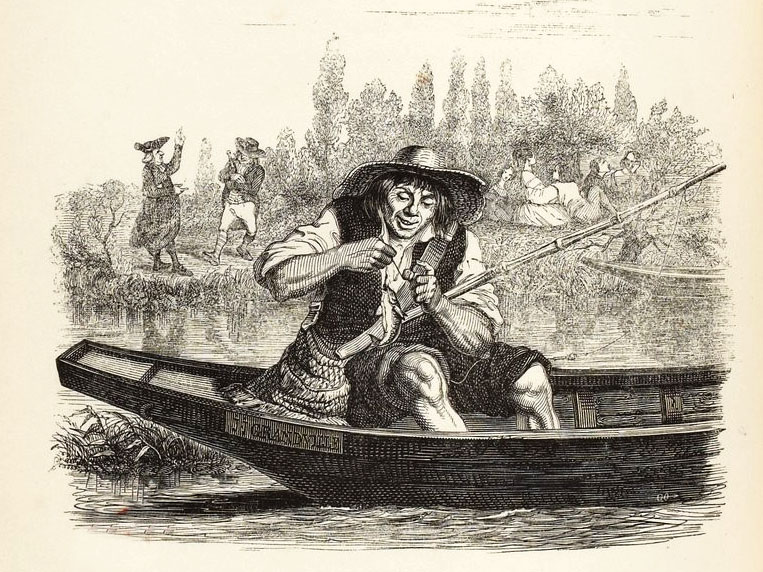
Illustration de Grandville (1838-1840)

## Texte
LE PETIT POISSON ET LE PÊCHEUR
[Ésope]

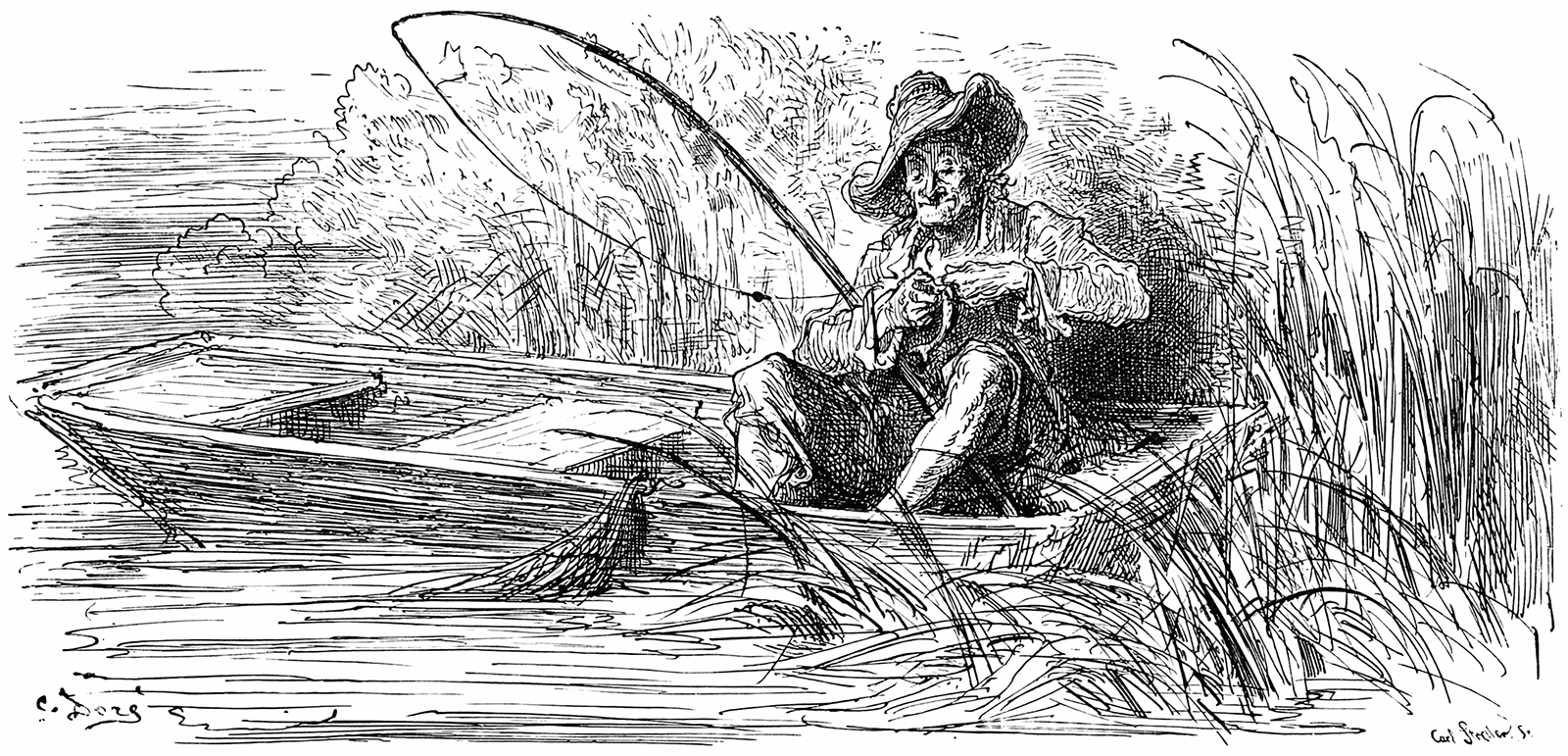
Illustration de Gustave Doré (1876)

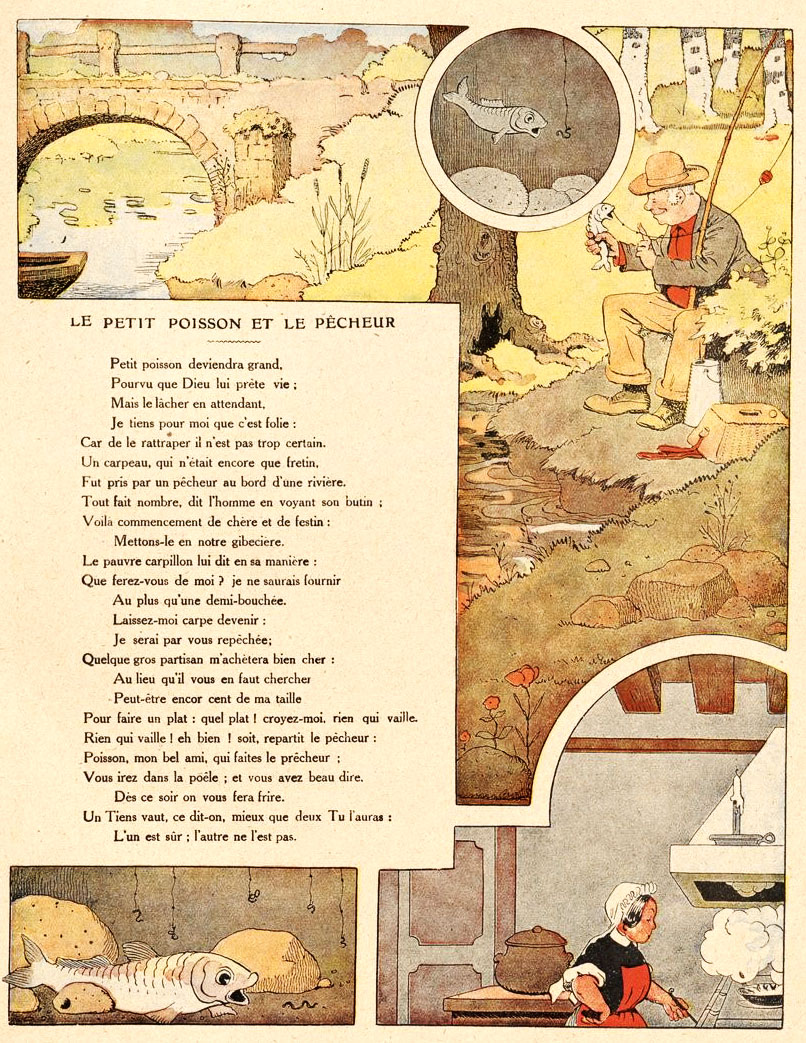
Illustration de Benjamin Rabier (1906)

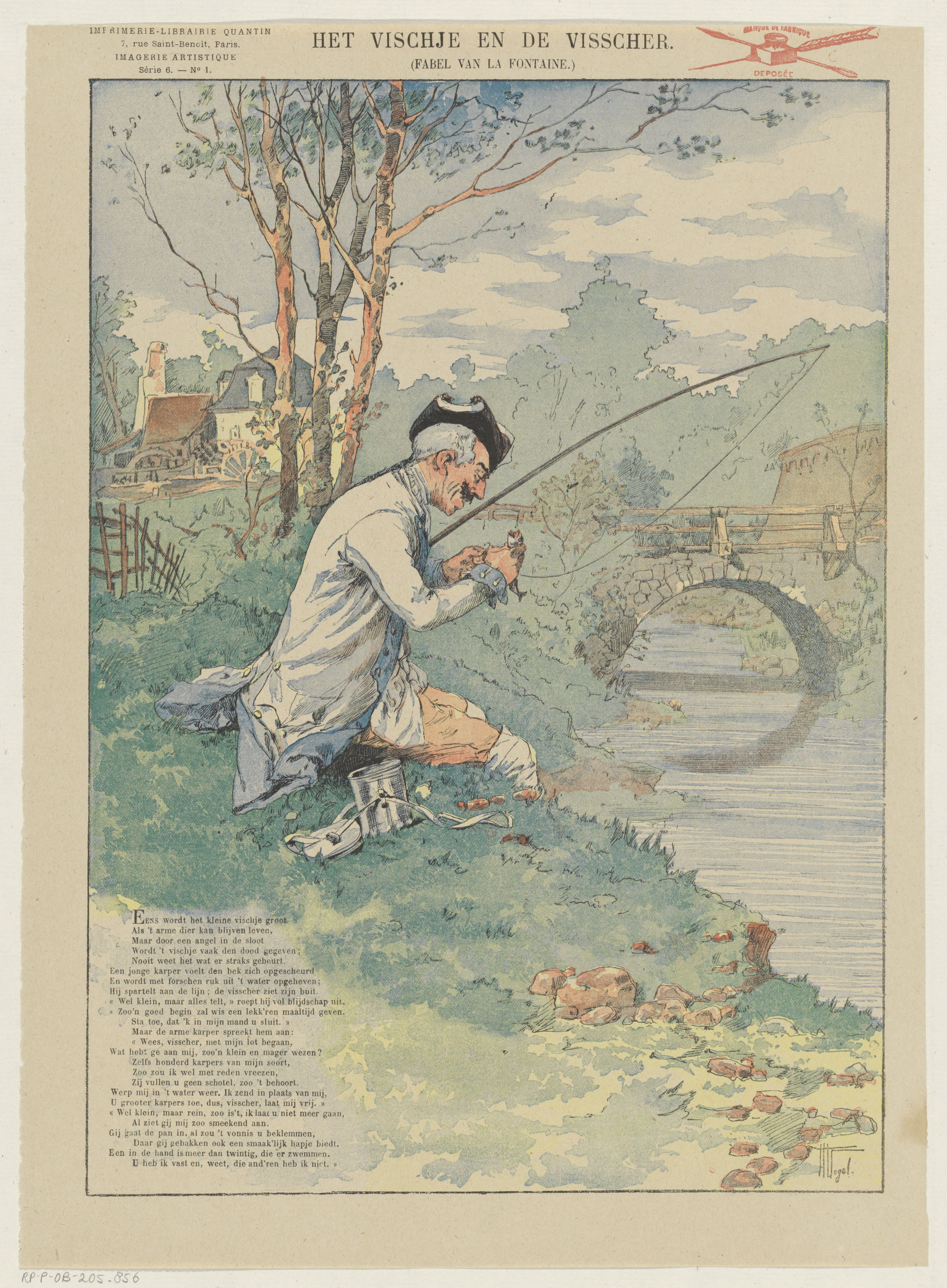
"Le Petit Poisson et le Pêcheur" traduit en néerlandais et illustré par Hermann Vogel

                     Petit poisson deviendra grand,
                     Pourvu que Dieu lui prête vie.
                     Mais le lâcher en attendant,
                      Je tiens pour moi (1) que c'est folie :
Car de le rattraper (2) il (3) n'est pas trop certain.
Un Carpeau, qui n'était encore que fretin (4), 
Fut pris par un Pêcheur au bord d'une rivière.
" Tout fait nombre, dit l'homme en voyant son butin ;
Voilà commencement de chère (5) et de festin :
                     Mettons-le en notre gibecière. "
Le pauvre Carpillon lui dit en sa manière (6) :
" Que ferez-vous de moi ? je ne saurais fournir
                     Au  plus qu'une demi-bouchée.
                     Laissez-moi carpe devenir :
                      Je  serai par vous repêchée.
Quelque gros partisan (7) m'achètera bien cher :
                     Au lieu qu'il vous en faut chercher
                     Peut-être encor cent de ma taille
Pour faire un plat. Quel plat ? croyez-moi, rien qui vaille.
- Rien qui vaille ? Eh bien soit, repartit le Pêcheur :
Poisson mon bel ami, qui faites le prêcheur,
Vous irez dans la poêle ; et vous avez beau dire,
                      Dès ce soir on vous fera frire. "
Un tien (8) vaut, ce dit-on, mieux que deux Tu l'auras ;
                     L'un est sûr, l'autre ne l'est pas.
Vocabulaire
(1) je pense
(2) Quant à le rattraper
(3) Cela
(4) Fretin se dit de toute chose de rebut, sans valeur. Fretin s'applique de nos jours le plus souvent aux petits poissons
(5) bonne chère
(6) en sa langue
(7) Un partisan est un financier, un homme qui fait des partis avec le  roi et "qui prends les revenus à la ferme, le recouvrement des impôts" (dictionnaire de Furetière)
(8) L'original de la fable écrit bien  « tien », et la formule est écrite ainsi dans le premier dictionnaire de l'Académie Française (1694).